# 高沢奈苗
高沢 奈苗（たかさわ ななえ、1985年10月23日 - ）は、日本のタレント・女優。富山県富山市出身。FIRST AGENT所属。身長162cm。

## 経歴
- 18歳で富山にある芸能プロダクション ビプロに所属し、テレビや雑誌の仕事を開始。
- 22歳で上京し、2008年10月より、ソニー・ミュージックアーティスツに所属。
- 2009年8月27日より公式ブログを開始。
- 2011年9月、生島企画室（現在のFIRST AGENT）に移籍。
- 2015年、4歳年上の一般男性と結婚[1]。

## 人物
- 1993年のJリーグ発足から、鹿島アントラーズのスタジアムDJを務めたダニー石尾の代わりに、2014年度、ピンチヒッターとして場内アナウンスを担当。
- 飲食店でアルバイトをしていた時スカウトされる。普段スカウト活動は行わない事務所だったため、唯一のスカウトタレントだった。
- 2007年、第1回TOYAMA映画デビューオーディションに出場。最終審査まで移ったものの落選したが、その後上京しタレント活動を本格的に開始。
- ちなみにリベンジをかけた翌年の第2回TOYAMA映画オーディションでは、最終審査までいったものの再び落選。しかし、当時所属していたソニー・ミュージックアーティスツ社内でオーディションの模様をビデオで再度検討した結果、関係者の目に止まり、敗者復活合格を見事果たした。
- 学生時代はソフトテニス部に所属し、富山市の強化選手メンバーにも選出された。高校はスポーツ推薦で入学し、活躍を期待されたが、同学年の部員が全員退部し、当時個人戦はダブルスしかなかったためにペアを組む相手がいなくなり、試合に出られないということがあった。
- きょうだいは2人で、2つ上の兄がいる。
- 基本的に左利きだが、利き足は右。
- 趣味はサッカー観戦。週末はほとんどスタジアムに足を運ぶほどのサッカー好き。
- 女子フットサルチーム「神宮アルファベッツ」に所属していて、背番号は10。

## 出演番組

### 現在
- Jリーグ（鹿島アントラーズホームゲーム）場内放送
- 『絶景温泉』（BSフジ、2014年5月 - 、毎週土曜日17時 - ）
- 『グルっと信州!』（長野朝日放送、17時25分 - 17時30分）

### 過去
- 『Oh,My Dad!!』（フジテレビ、2013年7月 - 、木曜日22:00 - ）- 舞美ちゃん先生 役[2]
- 『内村とザワつく夜』（TBSテレビ、毎週木曜日23:58 - ）
- 「Xperia™presents吉田尚記XYZ」（ニコニコ生放送、毎週火曜日21:30 - 22:00） - アシスタント（不定期）
- 新鋭選手応援番組「ピカピカのボートレーサー」（スカパー! レジャーチャンネル、2013年6月 - ） - アシスタントMC
- スポーツのチカラPROJECT 「スポチカ!クロストーク Season2」（ニコニコ生放送、2013年4月 - ） - アシスタントMC
- ニュースワイド BOATRACE EX（日本レジャーチャンネル、CS放送、2012年4月 - 2013年3月）- アシスタントキャスター[3]
- Jリーグ中継（スカパー!）（東京ヴェルディホームゲーム）- スタジアムナビゲーター。東京ヴェルディホーム試合にて、ハーフタイムの生中継応援コーナーに出演。
- スポーツのチカラPROJECT 「スポチカ!クロストーク」（ニコニコ生放送、2012年7月 - 12月） - MC
- 方言彼女。0 [LOVE]（テレビ埼玉他、2012年10月 - 2013年3月）[4]
- 『曲げられない女』（1、2話 / パラリーガル役）
- 『クチコミ戦隊つぶやくんジャー』
- 『魔女たちの22時』（再現VTR / 安部なつみ役）
- 『みんなのプレイリスト』（再現VTR）[5]
- 『タモリ倶楽部』（空耳アワー)
- 『出没!アド街ック天国』映像モデル
- 『サラリーマンNEO』（セクシー部長 / OL役）
- 『奇跡ゲッター ブットバース!!』（アシスタント）
- 『衝撃!三世代比較TVジェネレーション天国』（再現VTR）
- 『hometown湘南』(生中継リポーター)
- 『発掘!いいものハンター』（J:COM TV 11チャンネル、2011年9月5日 - 2012年3月） - アシスタントMC[6]
- 『塾長・生島ヒロシの定年塾』（千葉テレビ、2011年11月 - 2012年3月） - リポーター出演
- 『省エネの達人』（BSジャパン） - リポーター出演
- 『サンデージャンクション』（TBSテレビ、2012年3月、6月） - リポーター出演
- 『Barbies〜負けたり勝ったり美男美女〜』（フジテレビ、2012年6月）
- 『DRIVE TO THE FUTURE』（J-WAVE、2012年4月1日 - 2013年3月31日、日曜日19時） - アシスタント[3]
- 『ニコニコ神社』（ニコニコ生放送、2012年8月） - 巫女役
- 『ドラマスペシャル 刑事』（テレビ東京、2014年3月26日）

## CM
- JAバンク宮城『お知らせ篇、定期預金キャンペーン篇』（2014年7月、11月）
- 飯田産業 (2009年より1年)
- ロッテ『レモビタのど飴』 2010年9月
- 日本経済新聞『Web刊』 2010年4月
- EZニュースEX 2010年12月
- MTVインフォマーシャル『マクドナルド』『プロミス』

## 舞台
- 2009年6月 - ガッツ石松“世界チャンピオン”芸能生活35周年記念特別公演「しあわせになろうね」
- 2011年7月 - 演劇ユニットUMBRELLA 旗揚げ公演「BLUFF」矢部かずは 役
- 2012年4月 - 演劇ユニットUMBRELLA 第2回本公演 「いつになっても」本橋紗英 役

## モデル
- 月刊情報誌『BiRAKU』表紙
- タウン情報とやま『TJ6月号』インタビューコーナー
- 宝島社『Steady.』『Smart』読者モデル
- 光文社『Geinner』『Miss』読者モデル
- 『UNIQLO』ムック本
- 『Lesportsac』ムック本
- JTBパブリッシング『るるぶ』モデル
- 『クーポンランド』美容室モデル
- 『美食ナビ』モデル
- GOLFMASTERS『東海版』表紙モデル
- 『名駅物語』モデル
- デートプラス『東海版』モデル

## イメージキャラクター
- 2009年4月 - 2010年3月：平塚競輪イメージガール『湘南ウィンディーズ』
- 住まーとオンTV「野村プラウド」イメージモデル
- PENTAX デジタルカメラ 店頭用総合カタログモデル
- Fita fita ss2イメージキャラクター
- Steady. ×Rexena ×PARCOトリプルコラボレーションイベント
- くにたち旅館（website / モデル）
- トレンドマイクロ動画（website / 2010年6月 - 2011年5月）

## 資格
- 乗馬ライセンス5級
- 野菜ソムリエジュニアマイスター
- ロハス検定3級
- 紅茶コーディネーター

## 参照
1. ↑  “高沢奈苗が４歳年上の一般男性と結婚　鹿島スタジアムＤＪ”.  スポニチ (2015年10月24日). 2015年10月26日閲覧。
2. ↑  【お知らせ】『 Oh, My Dad!! 』出演。 - 高沢奈苗オフィシャルブログ「NANA blog」Powered by Ameba
3. 1 2  【お知らせ】4月からスタート! - 高沢奈苗オフィシャルブログ「NANA blog」Powered by Ameba
4. ↑  10月からスタート！方言彼女０（LOVE）。 - 高沢奈苗オフィシャルブログ「NANA blog」Powered by Ameba
5. ↑  告知。 - 高沢奈苗オフィシャルブログ「NANA blog」Powered by Ameba
6. ↑  お知らせ!いよいよスタート。 - 高沢奈苗オフィシャルブログ「NANA blog」Powered by Ameba